# جبل خواجه
جبل خواجه (بالفارسية: کوه خواجه) هو جبل حجري في جنوب شرق إيران والذي يبلغ من الارتفاع عن سطح البحر 609 أمتار، يتوسط بحيرة هامون. يضم هذا الجبل مقبرة الخواجة مهدي بن محور بن خليفة حيث جاءت تسمية هذا الجبل من هذه المقبرة التي تقع على قمة هذا الجبل والذي يُعتبَر مقدساً لدى المسلمين والمسيحيين والزرادشتيين. وقد ورد في بعض المصادر التاريخية ان جبل خواجه كان مكان عبادة ومناجاة الزرتشت مع الرب اهورامزدا.

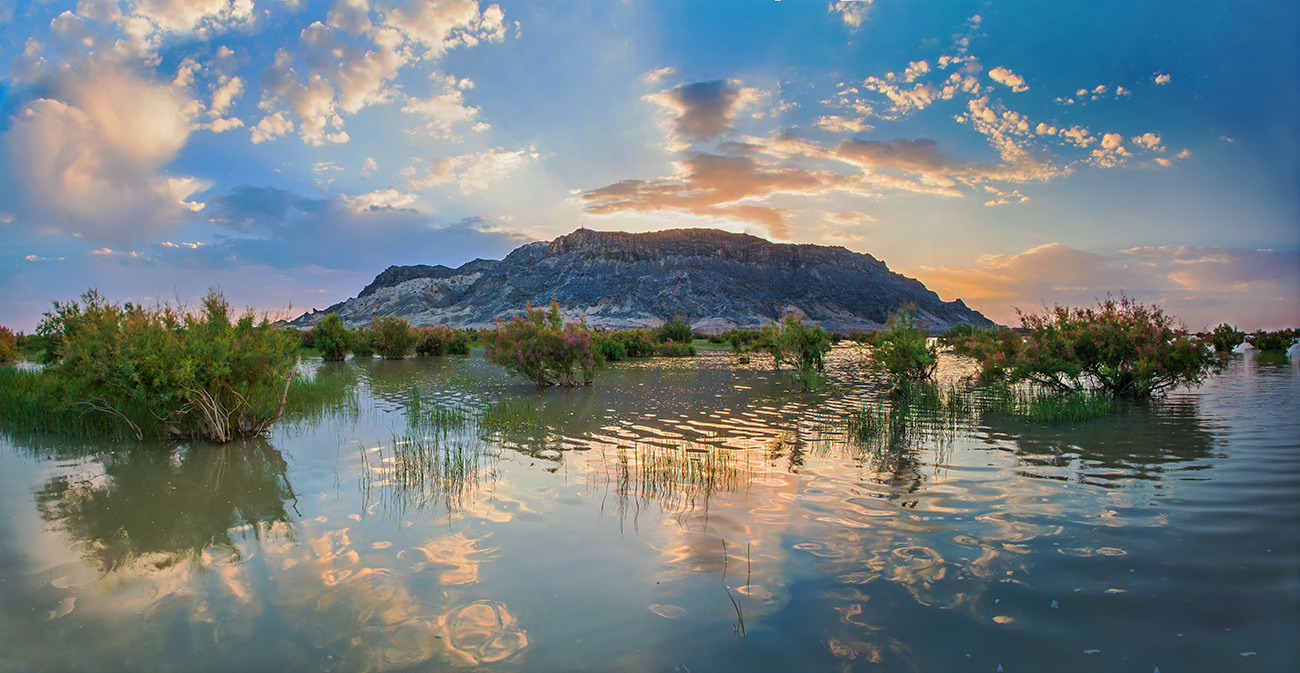
صورة بانورامية لجبل خواجه

يقع جبل خواجه المكون من حجر البازلت الأسود في سهل سيستان. جنوب شرق جمهورية إيران الإسلامية. وعلى بعد 30 كيلومتر من مدينة زابل.

## التاريخ
جبل خواجه يعود تاريخه إلى العصرين الأشكاني والساساني. يقبع في هذا الجبل معبد نار يرجع تاريخ بنائه إلى القرن الأول بعد الميلاد. في معبد النار هذا هناك قاعة مركزية تتوسطه إضافةً إلى ممرات محيطة به تؤدي إلى مدخل رئيسي ذي أربعة أقواس بُنيَت على أساس النمط المعماري القائم في ذلك الوقت. ورد في بعض المصادر التاريخية ان جبل الخواجة كان مكان عبادة الزرتشت مع أهورامزدا. وتُعتبَر مقبرة الخواجة مهدي بن محمد بن خليفة مكاناً مقدساً للمسلمين، حيث يزورونها خلال الأعياد الدينية والوطنية وكذلك العطلات الرسمية.

## المعالم الأثرية المكتشفة في الجبل
في التنقيبات الأثرية التي أُجريَت في جبل خواجه والقلاع الموجودة فيه، عثر علماء الآثار على جدران مبنية بالطوب يعود بناؤها إلى ما قبل أكثر من ألف سنة مضت. يصل ارتفاع هذه الجدران إلى 40 متراً. في خضم أبحاثه وتنقيباته التي أجراها الباحث وعالم الآثار الألماني إرنست هرتسفلد على جبل خواجه، سمّى هذه المجموعة بـ «تخت جمشيد المبني من الطوب». كما أن هناك معالم أثرية أخرى يتضمنها جبل خواجه، تعود إلى أقوام السكا. ان الزخارف والتزيينات المعمارية المستخدمة في بعض القلاع والحصون تشبه النمط المعماري اليوناني. رؤوس الأعمدة المستديرة ذات التواءات عريضة بنيت على أساس نمط دوريك المعماري، وتزيينات أخرى على شكل زهور لوتوس الصغيرة، يشبه بعضها الفن المعماري الإخميني والبعض الآخر يشبه النمط المعماري القائم في ما بين النهرين. أكثر المكتشفات قِدَماً في جبل خواجه هي عبارة عن قطع فخارية تعود إلى العهد الإخميني. كما عثر علماء الآثار على كهف في هذا الجبل. بالإضافة إلى ذلك، فقد عثروا أثناء حفرياتهم وتنقيباتهم الأثرية على رسومات جدارية عدة عن صور الملوك ورجال البلاط وكذلك القصص الدينية وصور أشخاص في حالات مختلفة مثل العزف على الآلات الموسيقية والرقص والألعاب البهلوانية واللعب على الحبل وغيرها من الاكتشافات الأثرية المهمة في جبل خواجه. من الرسومات الجدارية المكتشفة يمكن الإشارة إلى رسم جداري عن ثلاثة ملوك، ورسم ألة «أوروس» أي آلهة النصر الراكب على الفرس، ورسم الملك والملكة ناهيك عن صور ورسومات عن رجال البلاط البارتي وأبراج القلاع التي تُعَدّ من الرسومات المتبقية من هذه الحضارة العظيمة التي عرفتها إيران. كما عُثِرَ في جبل خواجه على نقشين بارزين مبنيين من الطين: أحدهما يصور ثلاثة فرسان يتحركون، كل فارس يتبع الآخر، والنقش الثاني هو عبارة عن أسد مفترس هاجم شخصاً يركب الفرس. يُذكَر ان كثرة المعالم الأثرية والتاريخية في سيستان وبلوشستان وتنوعها دفعت عدداً كبيراً من علماء الآثار والخبراء الإيرانيين والأجانب، إلى أن يعتبروا هذه المنطقة «أرض الشمس» و«جنة علماء الآثار».

## طالع ايضاً
- جبل دمافند
- الحياة البرية في إيران
- جبل جاشك الملحي
- سد ألبرز
- الأهوار في إيران
- قائمة جبال إيران
- قائمة سدود إيران
- ينابيع باداب سورت
- ينبوع بلقيس